# Reuben Knecht Bachman

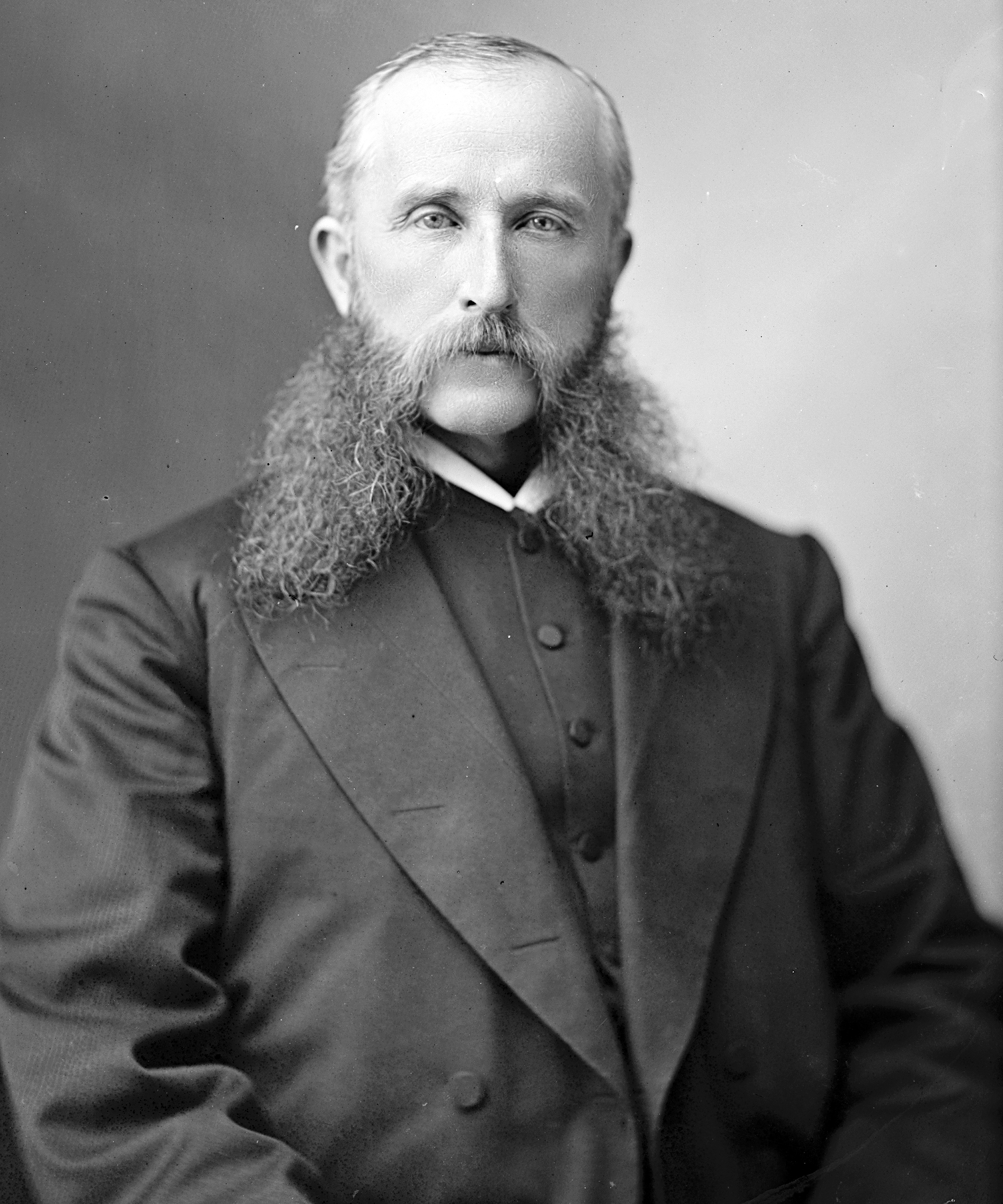
Reuben Knecht Bachman

Reuben Knecht Bachman (* 6. August 1834 in Williams, Northampton County, Pennsylvania; † 19. September 1911 in Easton, Pennsylvania) war ein US-amerikanischer Politiker. Zwischen 1879 und 1881 vertrat er den Bundesstaat Pennsylvania im US-Repräsentantenhaus.

## Werdegang
Reuben Bachman besuchte die öffentlichen Schulen seiner Heimat und arbeitete danach für einige Jahre als Lehrer. Anschließend wurde er in Durham unter anderem im Handel tätig. Gleichzeitig schlug er als Mitglied der Demokratischen Partei eine politische Laufbahn ein. Bei den Kongresswahlen des Jahres 1878 wurde er im zehnten Wahlbezirk von Pennsylvania in das US-Repräsentantenhaus in Washington, D.C. gewählt, wo er am 4. März 1879 die Nachfolge von Samuel Augustus Bridges antrat. Da er im Jahr 1880 auf eine weitere Kandidatur verzichtete, konnte er bis zum 3. März 1881 nur eine Legislaturperiode im Kongress absolvieren.
Nach dem Ende seiner Zeit im US-Repräsentantenhaus arbeitete Reuben Bachman in Riegelsville im Holz- und Sägemühlengeschäft. Im Juli 1884 nahm er als Delegierter an der Democratic National Convention in Chicago teil, auf der Grover Cleveland als Präsidentschaftskandidaten nominiert wurde. Er starb am 19. September 1911 in Easton.